# The War You Don't See
The War You Don't See (Válka, kterou nevidíš) je celovečerní dokumentární film australsko-britského filmaře a novináře Johna Pilgera.
Rok po The War on Democracy Pilger velmi volně navazuje 95minutovým dokumentem z roku 2010, který se zabývá vícero tématy, například:
- válka v Afghánistánu, válka v Iráku, to, co jim předcházelo, jak byly ospravedlněny, a zdali se jim šlo vyhnout
- operace Lité olovo, izraelská zahraniční politika, izraelsko-palestinské vztahy
- podoby války (konvenční, ve formě ekonomických sankcí)
- presentace těchto válek a konfliktů nebo jiných problémů současnosti v Prvním světě a možnost médií takto ovlivnit své diváky
- zpravodajství, novinařina a zodpovědnost lidí v těchto profesích
- Pentagon versus „závislá“ a nezávislá žurnalistika
- fenomén „embedovaných“ (vložených) reportérů a otázka jejich objektivity
- whistlebloweři a WikiLeaks versus politika USA a Spojeného království
- informace, misinformace, fámy a jejich šíření, možnost kontroly a ověřování zpráv, vliv fám na veřejné mínění
- vztah mezi médii, diváky, politiky a vojensko-průmyslovým komplexem
- odvrácená tvář války, válka z pohledu pozůstalých civilních obětí a jaký dostávají prostor v médiích

Dokument sleduje výše zmíněné konflikty, vybírá si z nich zajímavé momenty, kde podle autora došlo vlivem médií k určité manipulaci faktů, zastření pravdy nebo jiným machinacím. Pilger si do dokumentu pozval hosty – politiky, novináře a zpravodaje, které se ptá na konkrétní okamžiky, jež ho zajímají. Mezi těmito je např. Cynthia McKinney, Dan Rather nebo Julian Assange.